# Gold Cup 2009
Navigation
États-Unis 2007 États-Unis 2011
La Gold Cup 2009 est la dixième édition de la Gold Cup et la vingtième coupe des nations de l'Amérique du Nord, d'Amérique centrale et des Caraïbes (CONCACAF). Elle s'est déroulée aux États-Unis du 3 au 26 juillet 2009. La compétition se déroule après la Coupe des confédérations 2009 (à noter les premières participations de la Grenade et du Nicaragua). La compétition a été remportée par le Mexique pour la 5e fois.

## Équipes participantes
Les trois sélections de l'Union nord-américaine de football sont qualifiées :
- États-Unis (pays organisateur)
- Mexique
- Canada

Les équipes de l'Union centre-américaine de football se qualifient par le biais de la Coupe d'Amérique centrale 2009 :
- Panama - vainqueur
- Costa Rica - finaliste
- Honduras - troisième
- Salvador - quatrième
- Nicaragua - cinquième

Les équipes de l'Union caraïbéenne de football se qualifient par le biais de la Coupe caribéenne des nations 2008 :
- Jamaïque - vainqueur
- Grenade - deuxième
- Guadeloupe - troisième
- Haïti - remplace Cuba qui est forfait[2]

## Stades
| Boston Chicago Columbus Dallas Houston Los Angeles Miami New York Philadelphie Phoenix San Francisco Seattle Washington |

Les vingt-cinq rencontres de la compétition se déroulent dans treize stades des États-Unis. Ceci constitue un record pour la Gold Cup, les deux éditions précédentes ayant par exemple eu lieu dans six stades. Malgré des problèmes de logistique, il a été choisi d'augmenter sensiblement le nombre de villes accueillant la Gold Cup pour permettre aux fans américains d'avoir plus de possibilités de voir des matchs.
Le Lincoln Financial Field à Philadelphie et le Cowboys Stadium à Dallas accueillent deux quarts de finale. Les demi-finales se jouent au Soldier Field à Chicago et la finale au Giants Stadium à New York. Dans chacun des neuf stades suivants se disputent deux matchs du premier tour : le Gillette Stadium à Boston, le Columbus Crew Stadium à Columbus dans l'Ohio, le Reliant Stadium à Houston, le Home Depot Center à Los Angeles, le FIU Stadium à Miami, le University of Phoenix Stadium à Phoenix, le Oakland-Alameda County Coliseum à San Francisco, le Qwest Field à Seattle et le Robert F. Kennedy Memorial Stadium à Washington.
C'est la première fois que des rencontres de la Gold Cup se déroulent dans les villes de Colombus, Philadelphie, Phoenix et Seattle, et la deuxième fois que la finale se joue au Giants Stadium après 2005. La Gold Cup est la première compétition sportive ayant lieu au Cowboys Stadium de Dallas, inauguré le 27 mai 2009.
Les rencontres se disputent sur terrain synthétique dans quatre stades : Cowboys Stadium, FIU Stadium, Gillette Stadium et Qwest Field. Au Giants Stadium, la surface habituelle est recouverte d'une pelouse pour la finale.

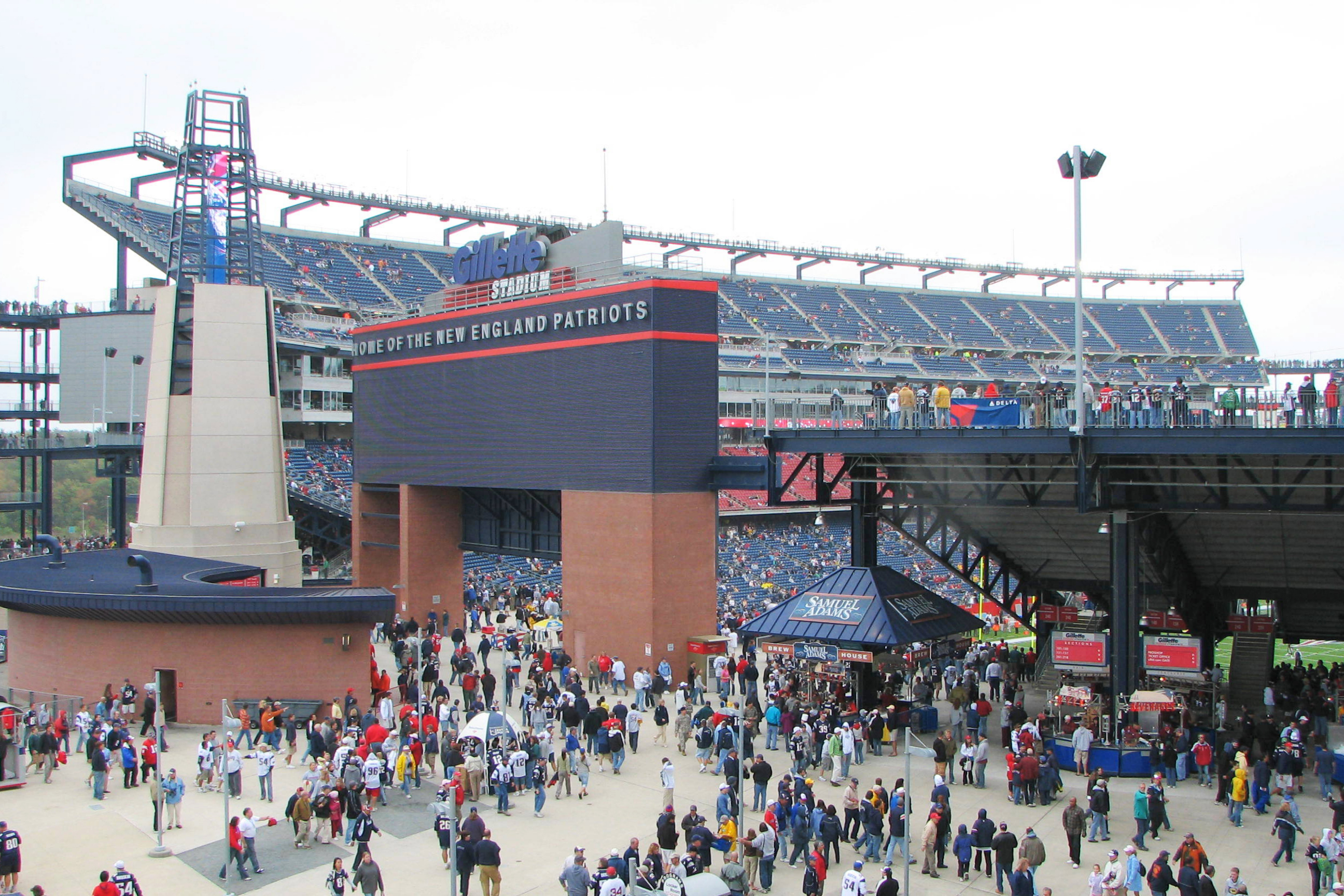
Boston Gillette Stadium 68 756 places
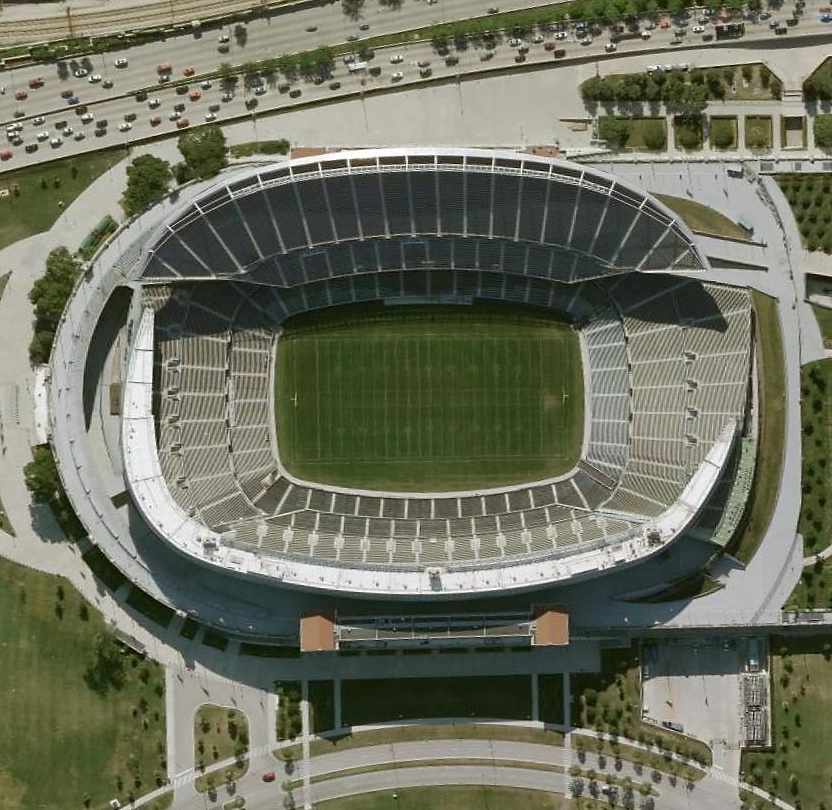
Chicago Soldier Field 61 500 places
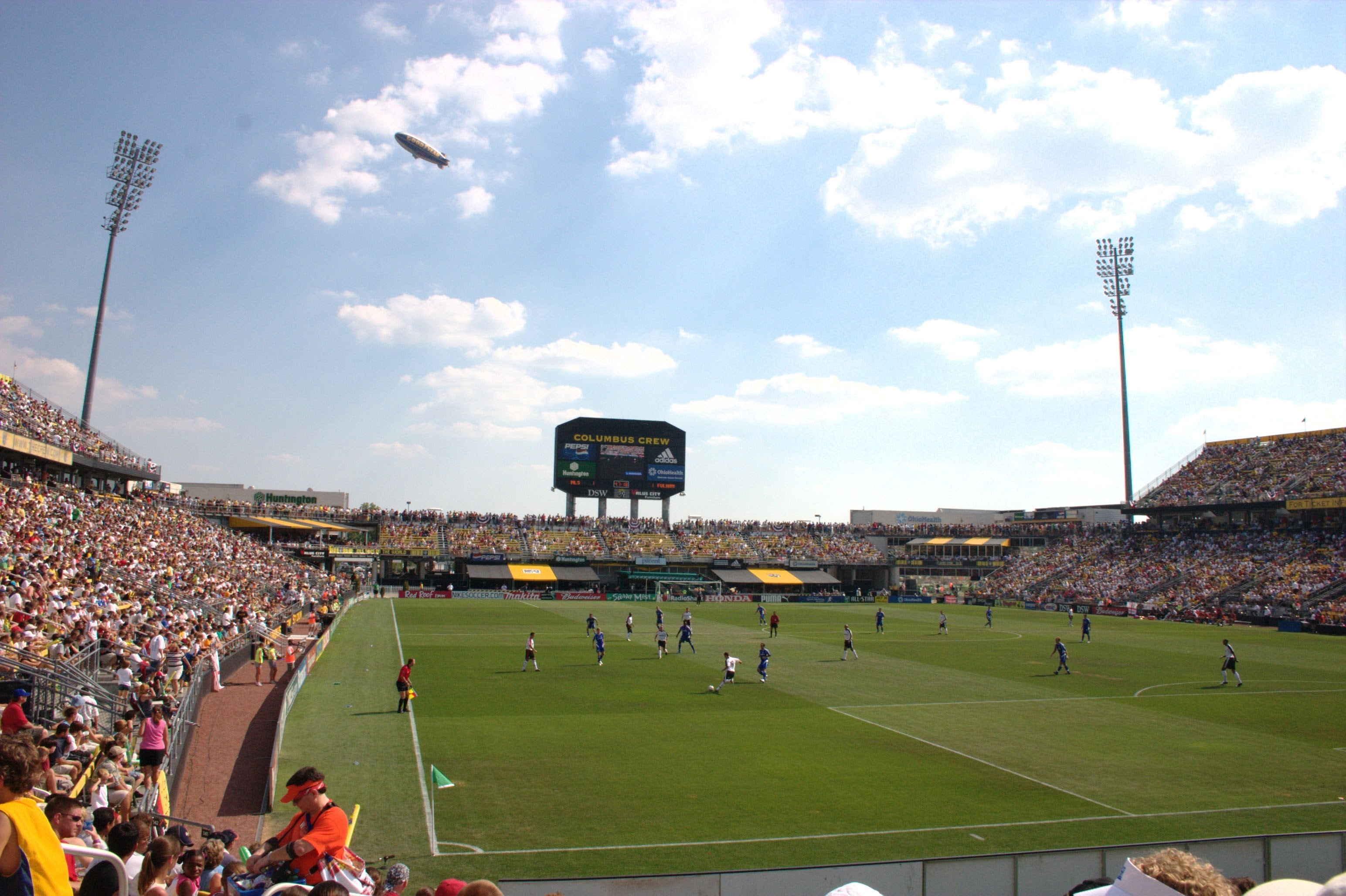
Columbus (Ohio) Columbus Crew Stadium 22 555 places
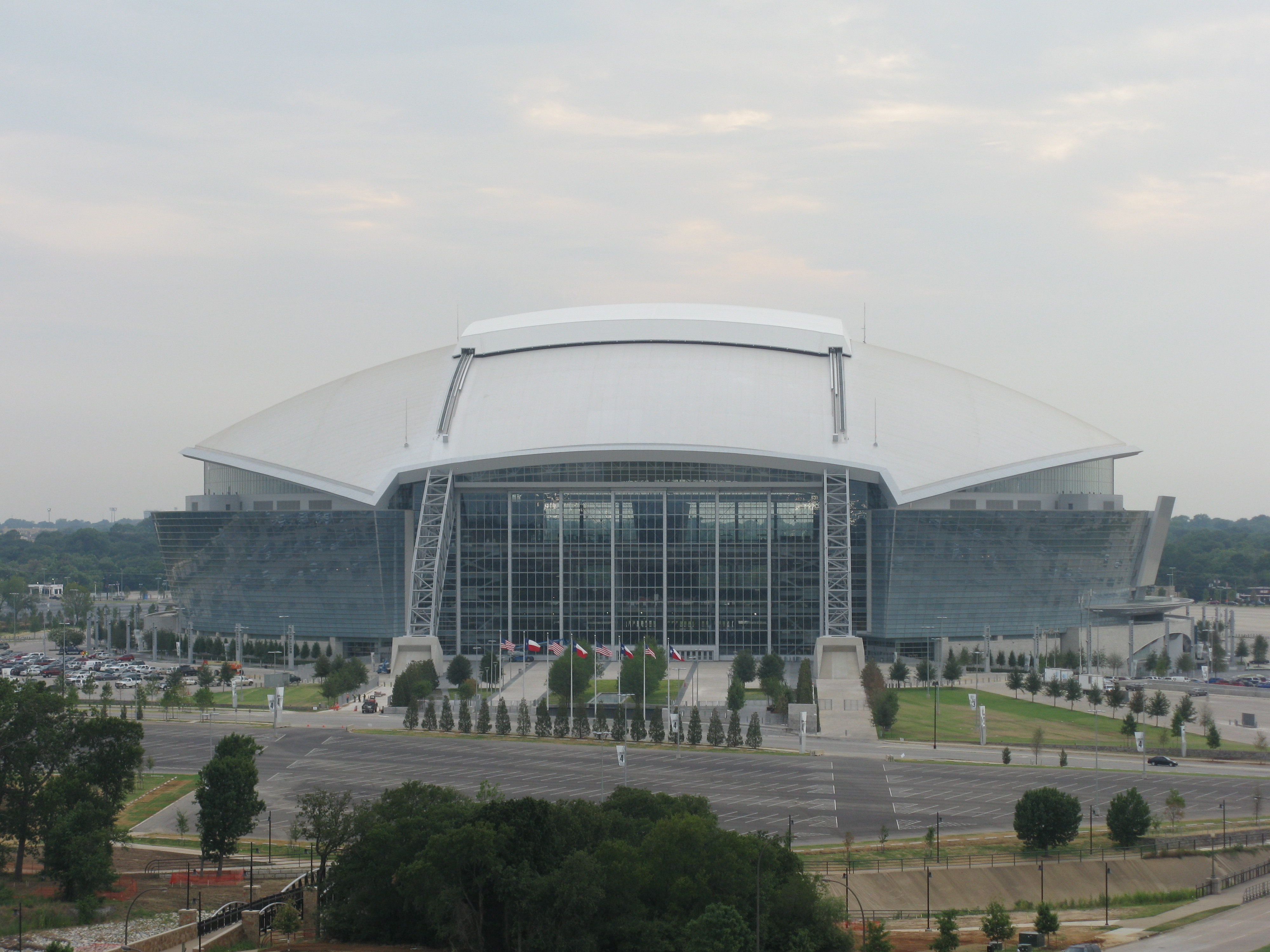
Dallas Cowboys Stadium 80 000 places
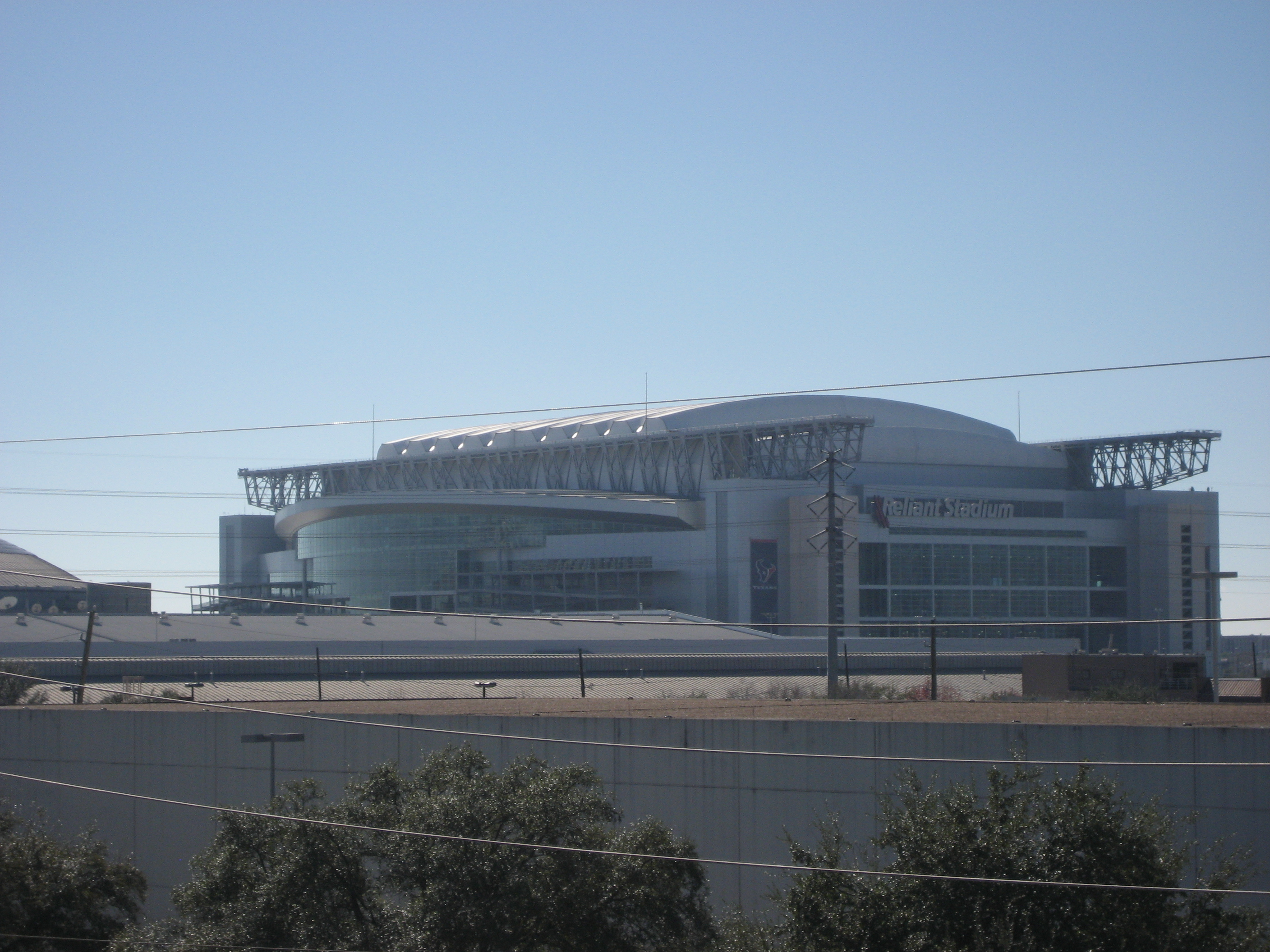
Houston Reliant Stadium 71 500 places
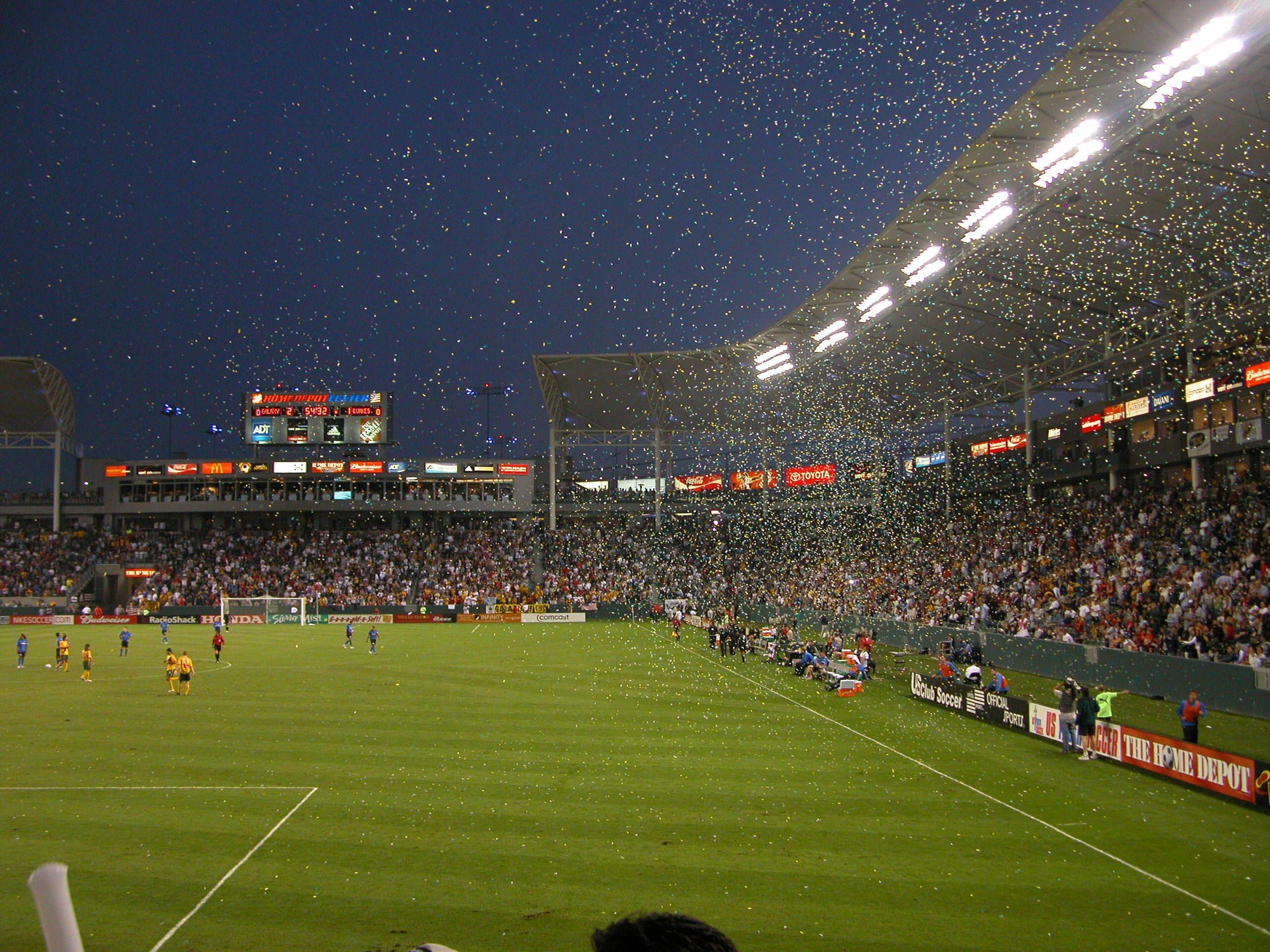
Los Angeles Home Depot Center 27 000 places
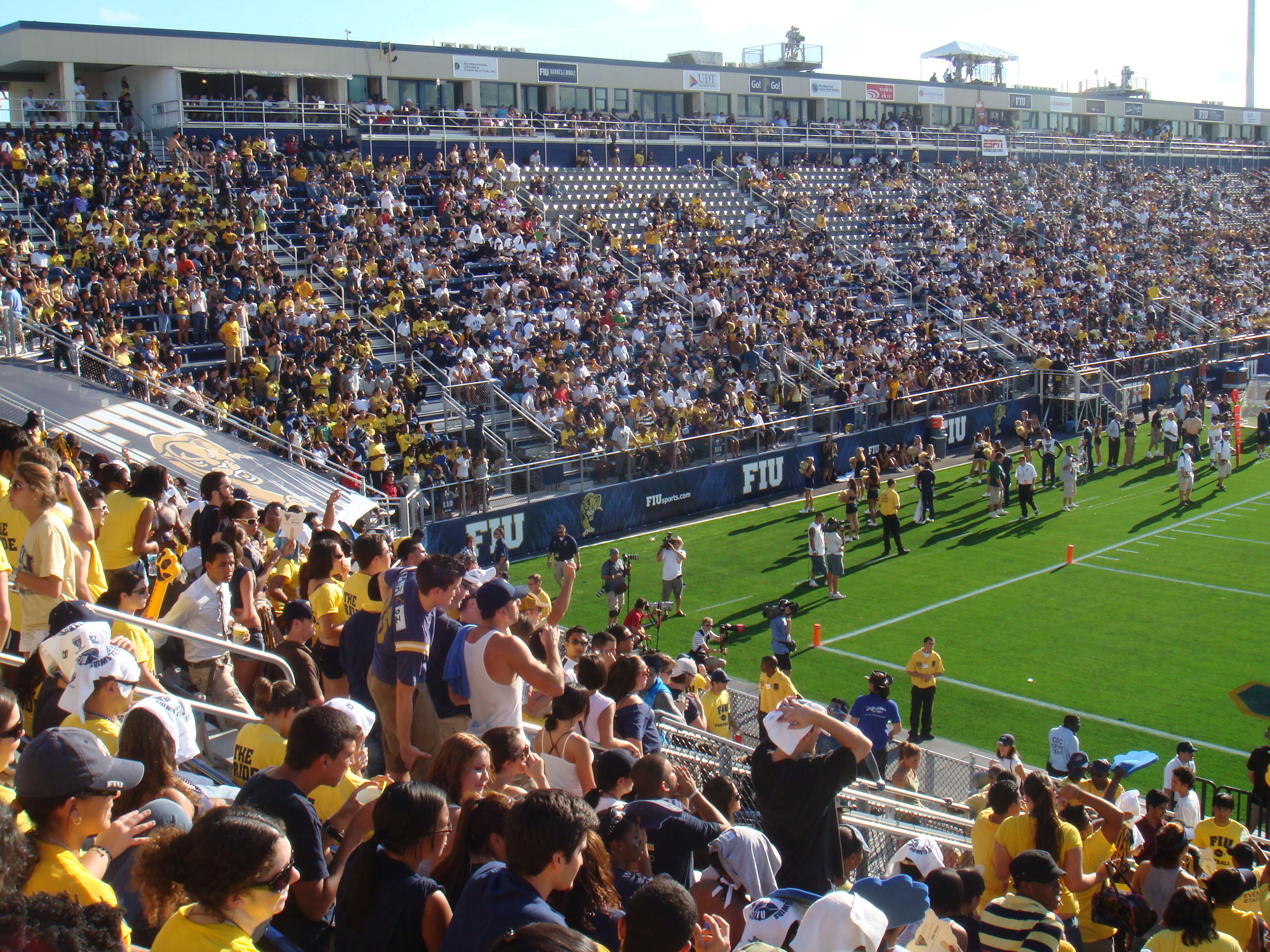
Miami FIU Stadium 20 000 places
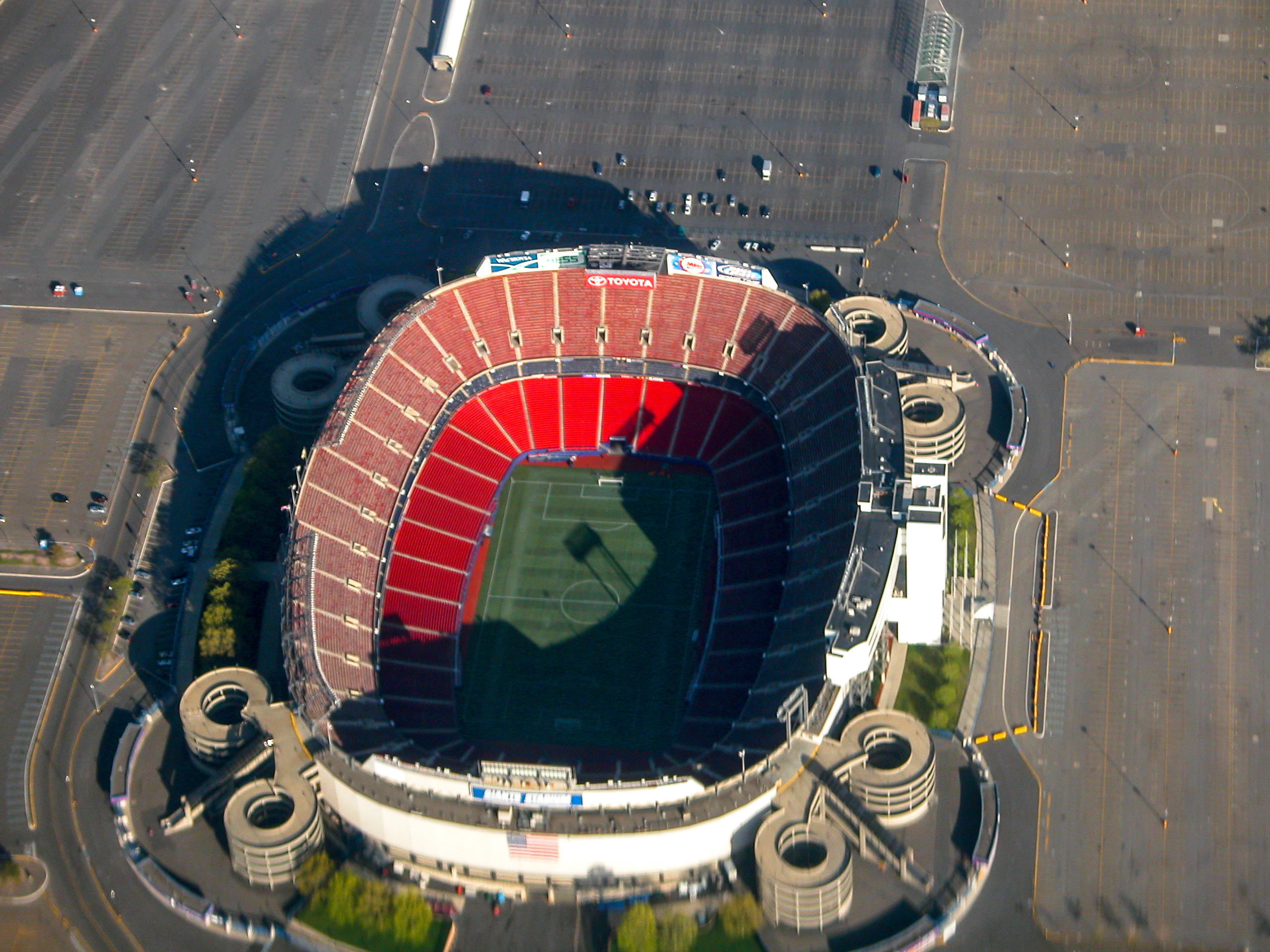
New York Giants Stadium 78 741 places
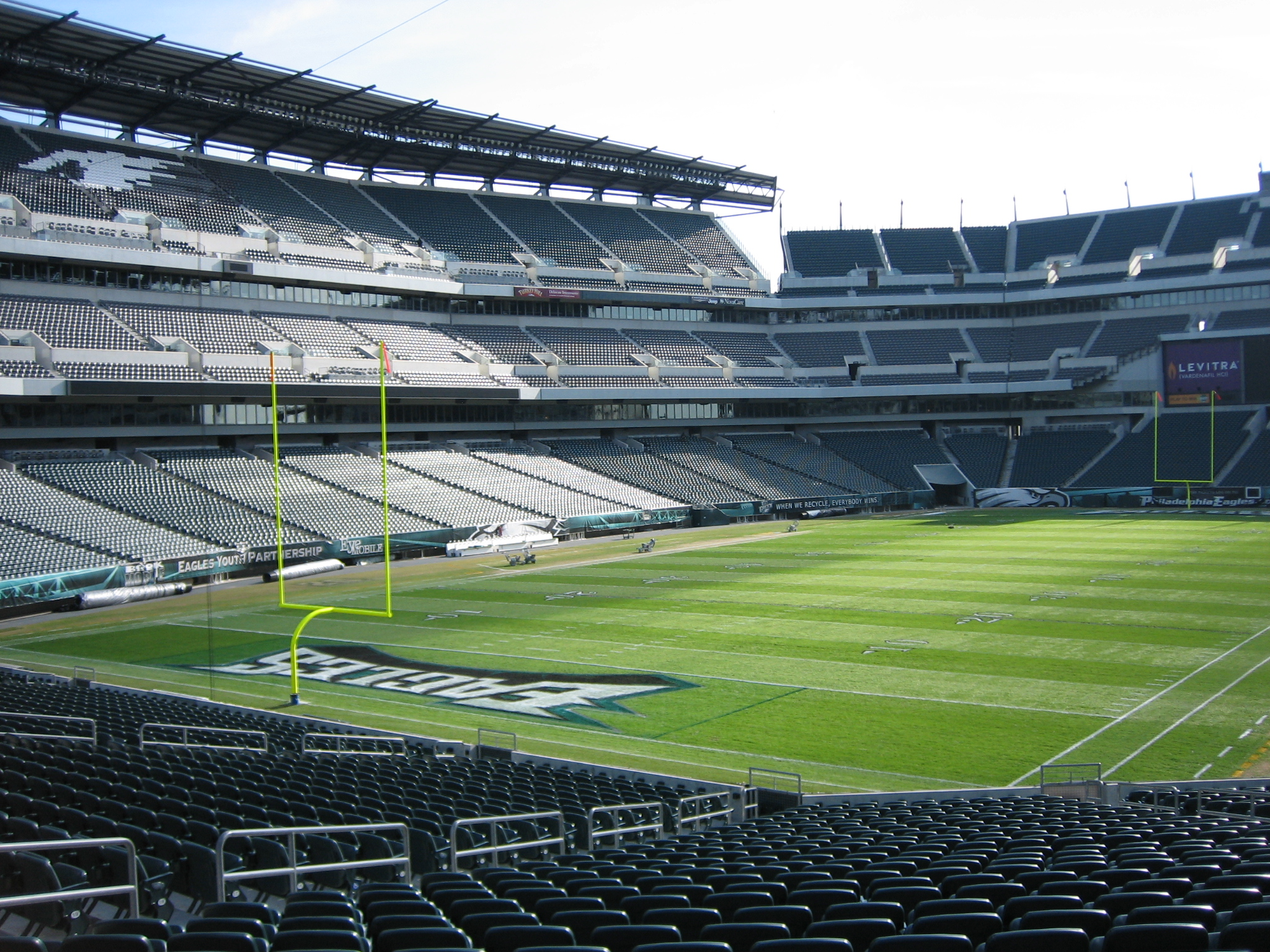
Philadelphie Lincoln Financial Field 68 532 places
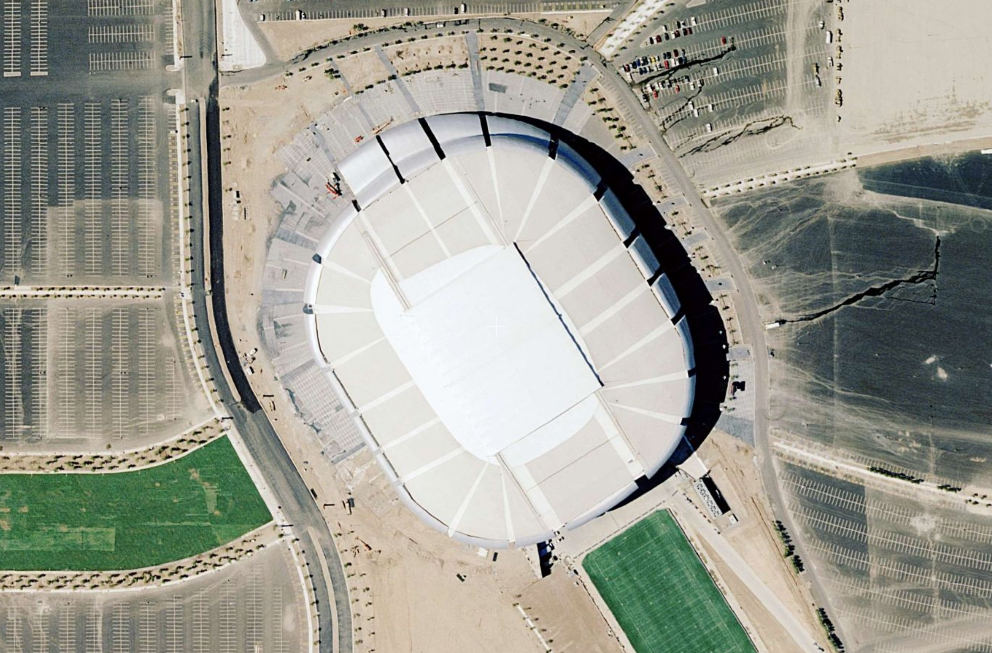
Phoenix University of Phoenix Stadium 63 400 places
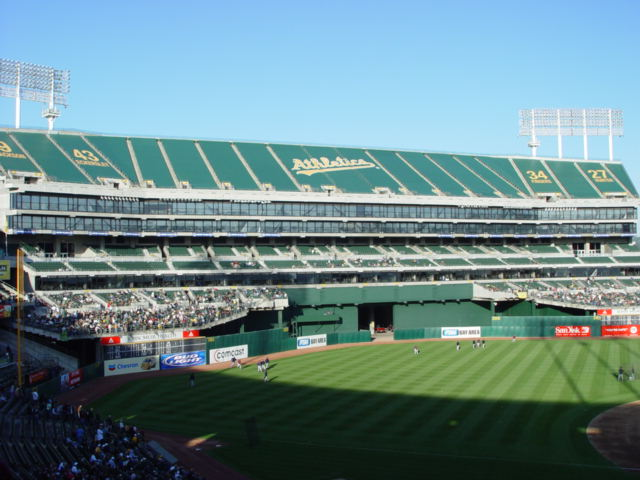
San Francisco Oakland-Alameda County Coliseum 47 416 places
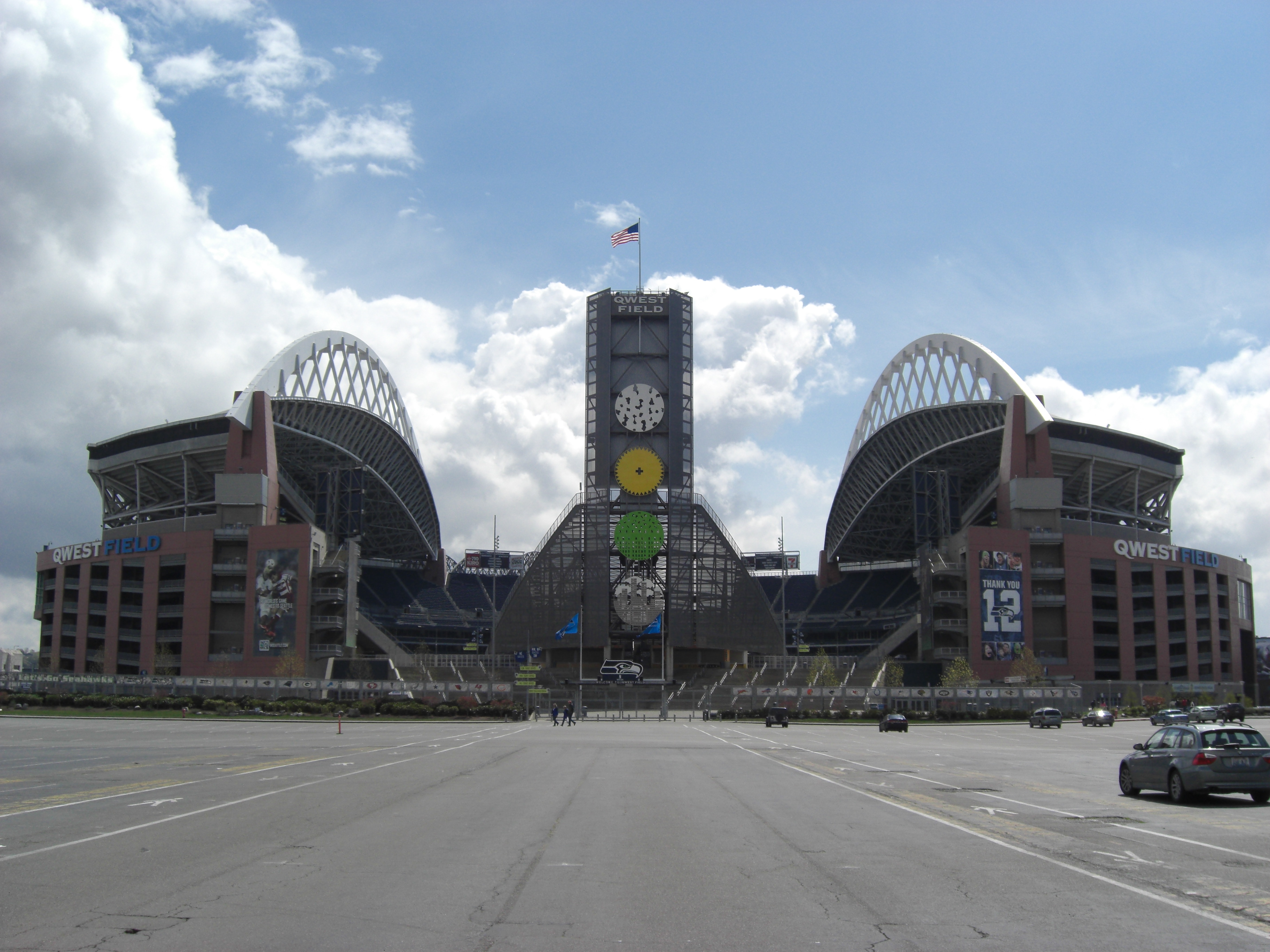
Seattle Qwest Field 67 000 places
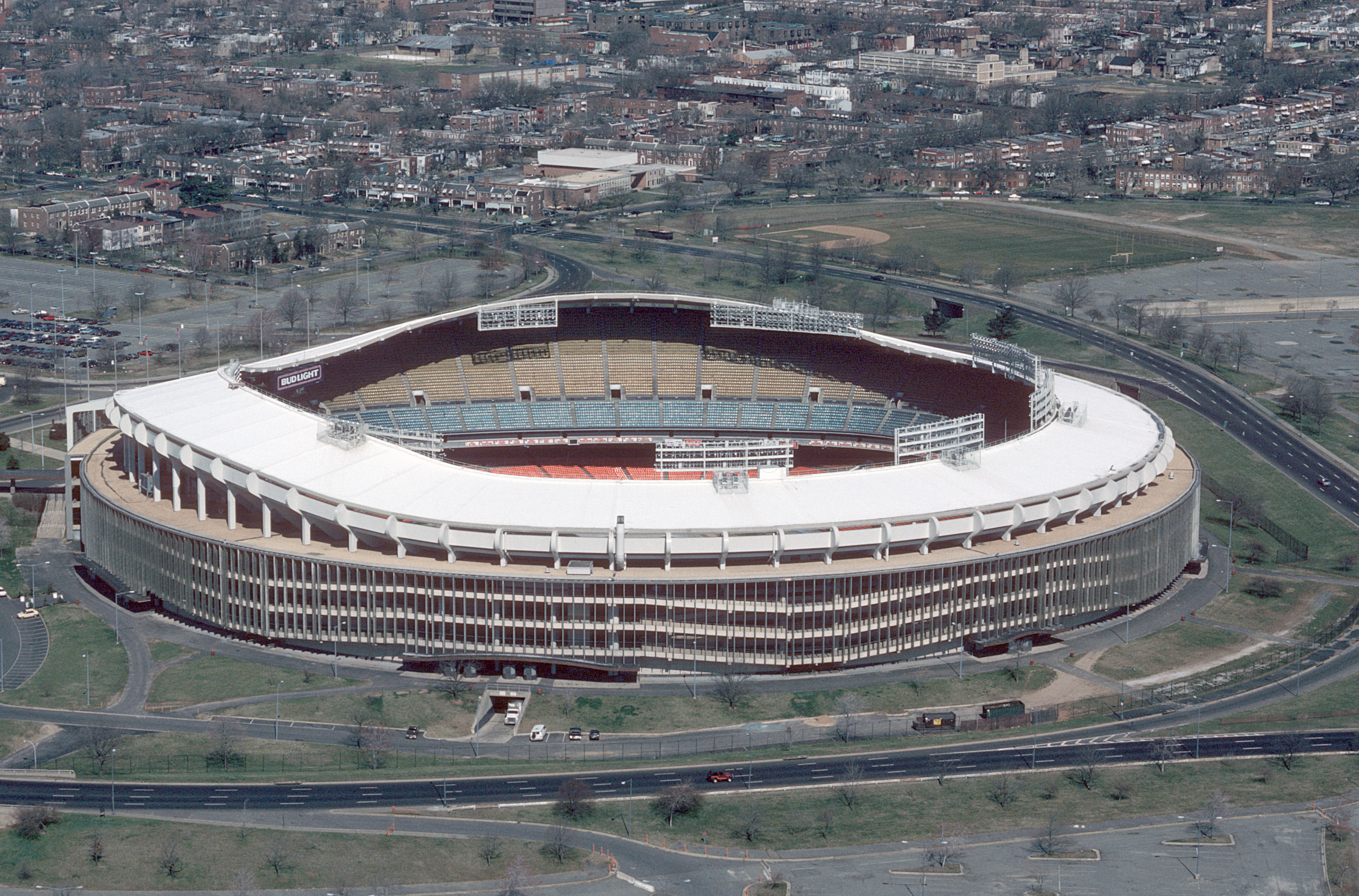
Washington Robert F. Kennedy Memorial Stadium 45 596 places

## Compétition

### Premier tour
Le tirage au sort est effectué le 2 avril 2009.

#### Groupe A
|   | Équipe     | Pts | J | G | N | P | Bp | Bc | Dif |
| - | ---------- | --- | - | - | - | - | -- | -- | --- |
| 1 | Canada     | 7   | 3 | 2 | 1 | 0 | 4  | 2  | +2  |
| 2 | Costa Rica | 4   | 3 | 1 | 1 | 1 | 4  | 4  | 0   |
| 3 | Jamaïque   | 3   | 3 | 1 | 0 | 2 | 1  | 2  | -1  |
| 4 | Salvador   | 3   | 3 | 1 | 0 | 2 | 2  | 3  | -1  |

| 3 juillet 2009 | Canada                                                                                                  | 1 – 0 | Jamaïque | The Home Depot Center, Carson                 |                                               |
| 17:00 UTC-5    | Gerba 75e                                                                                               |       |          | Spectateurs : 27 000 Arbitrage : Terry Vaughn | Spectateurs : 27 000 Arbitrage : Terry Vaughn |
| 17:00 UTC-5    | « (Rapport) »(Archive.org • Wikiwix • Archive.is • Google • Que faire ?) (consulté le 4 septembre 2017) |       |          | Spectateurs : 27 000 Arbitrage : Terry Vaughn | Spectateurs : 27 000 Arbitrage : Terry Vaughn |

| 3 juillet 2009 | Costa Rica                                                                                              | 1 – 2 | Salvador       | The Home Depot Center, Carson                     |                                                   |
| 19:00 UTC-5    | Granados 65e                                                                                            |       | Romero 20e 87e | Spectateurs : 27 000 Arbitrage : Benito Archundia | Spectateurs : 27 000 Arbitrage : Benito Archundia |
| 19:00 UTC-5    | « (Rapport) »(Archive.org • Wikiwix • Archive.is • Google • Que faire ?) (consulté le 4 septembre 2017) |       |                | Spectateurs : 27 000 Arbitrage : Benito Archundia | Spectateurs : 27 000 Arbitrage : Benito Archundia |

| 7 juillet 2009 | Jamaïque                                                                                                | 0 – 1 | Costa Rica | Columbus Crew Stadium, Columbus              |                                              |
| 19:00 UTC-5    | |       | Borges 64e | Spectateurs : 7 059 Arbitrage : Jair Marrufo | Spectateurs : 7 059 Arbitrage : Jair Marrufo |
| 19:00 UTC-5    | « (Rapport) »(Archive.org • Wikiwix • Archive.is • Google • Que faire ?) (consulté le 4 septembre 2017) |       |            | Spectateurs : 7 059 Arbitrage : Jair Marrufo | Spectateurs : 7 059 Arbitrage : Jair Marrufo |

| 7 juillet 2009 | Canada                                                                                                  | 1 – 0 | Salvador | Columbus Crew Stadium, Columbus                       |                                                       |
| 21:00 UTC-5    | Gerba 32e                                                                                               |       |          | Spectateurs : 7 059 Arbitrage : Roberto Garcia Orozco | Spectateurs : 7 059 Arbitrage : Roberto Garcia Orozco |
| 21:00 UTC-5    | « (Rapport) »(Archive.org • Wikiwix • Archive.is • Google • Que faire ?) (consulté le 4 septembre 2017) |       |          | Spectateurs : 7 059 Arbitrage : Roberto Garcia Orozco | Spectateurs : 7 059 Arbitrage : Roberto Garcia Orozco |

| 10 juillet 2009 | Costa Rica                                                                                              | 2 – 2 | Canada                    | FIU Stadium, Miami                            |                                               |
| 19:00 UTC-5     | Herron 23e · Centeno 35e                                                                                |       | Bernier 25e · de Jong 28e | Spectateurs : 17 269 Arbitrage : Terry Vaughn | Spectateurs : 17 269 Arbitrage : Terry Vaughn |
| 19:00 UTC-5     | « (Rapport) »(Archive.org • Wikiwix • Archive.is • Google • Que faire ?) (consulté le 4 septembre 2017) |       |                           | Spectateurs : 17 269 Arbitrage : Terry Vaughn | Spectateurs : 17 269 Arbitrage : Terry Vaughn |

| 10 juillet 2009 | Salvador                                                                                                | 0 – 1 | Jamaïque     | FIU Stadium, Miami                                   |                                                      |
| 21:00 UTC-5     | |       | Cummings 70e | Spectateurs : 17 269 Arbitrage : Geoffrey Hospedales | Spectateurs : 17 269 Arbitrage : Geoffrey Hospedales |
| 21:00 UTC-5     | « (Rapport) »(Archive.org • Wikiwix • Archive.is • Google • Que faire ?) (consulté le 4 septembre 2017) |       |              | Spectateurs : 17 269 Arbitrage : Geoffrey Hospedales | Spectateurs : 17 269 Arbitrage : Geoffrey Hospedales |

#### Groupe B
|   | Équipe     | Pts | J | G | N | P | Bp | Bc | Dif |
| - | ---------- | --- | - | - | - | - | -- | -- | --- |
| 1 | États-Unis | 7   | 3 | 2 | 1 | 0 | 8  | 2  | +6  |
| 2 | Honduras   | 6   | 3 | 2 | 0 | 1 | 5  | 2  | +3  |
| 3 | Haïti      | 4   | 3 | 1 | 1 | 1 | 4  | 3  | +1  |
| 4 | Grenade    | 0   | 3 | 0 | 0 | 3 | 0  | 10 | -10 |

| 4 juillet 2009 | États-Unis                                                                                              | 4 – 0 | Grenade | Qwest Field, Seattle                          |                                               |
| 16:00 UTC-5    | Adu 7e · Holden 31e · Rogers 60e · Davies 68e                                                           |       |         | Spectateurs : 15 387 Arbitrage : Walter Lopez | Spectateurs : 15 387 Arbitrage : Walter Lopez |
| 16:00 UTC-5    | « (Rapport) »(Archive.org • Wikiwix • Archive.is • Google • Que faire ?) (consulté le 4 septembre 2017) |       |         | Spectateurs : 15 387 Arbitrage : Walter Lopez | Spectateurs : 15 387 Arbitrage : Walter Lopez |

| 4 juillet 2009 | Haïti                                                                                                   | 0 – 1 | Honduras   | Qwest Field, Seattle                                     |                                                          |
| 18:00 UTC-5    | |       | Costly 76e | Spectateurs : 15 387 Arbitrage : Marco Antonio Rodríguez | Spectateurs : 15 387 Arbitrage : Marco Antonio Rodríguez |
| 18:00 UTC-5    | « (Rapport) »(Archive.org • Wikiwix • Archive.is • Google • Que faire ?) (consulté le 4 septembre 2017) |       |            | Spectateurs : 15 387 Arbitrage : Marco Antonio Rodríguez | Spectateurs : 15 387 Arbitrage : Marco Antonio Rodríguez |

| 8 juillet 2009 | Haïti                                                                                                   | 2 – 0 | Grenade | RFK Stadium, Washington                                 |                                                         |
| 19:00 UTC-5    | Noël 14e · Marcelin 79e                                                                                 |       |         | Spectateurs : 26 079 Arbitrage : Roberto Moreno Salazar | Spectateurs : 26 079 Arbitrage : Roberto Moreno Salazar |
| 19:00 UTC-5    | « (Rapport) »(Archive.org • Wikiwix • Archive.is • Google • Que faire ?) (consulté le 4 septembre 2017) |       |         | Spectateurs : 26 079 Arbitrage : Roberto Moreno Salazar | Spectateurs : 26 079 Arbitrage : Roberto Moreno Salazar |

| 8 juillet 2009 | États-Unis                                                                                              | 2 – 0 | Honduras | RFK Stadium, Washington                            |                                                    |
| 21:00 UTC-5    | Quaranta 75e · Ching 79e                                                                                |       |          | Spectateurs : 26 079 Arbitrage : Courtney Campbell | Spectateurs : 26 079 Arbitrage : Courtney Campbell |
| 21:00 UTC-5    | « (Rapport) »(Archive.org • Wikiwix • Archive.is • Google • Que faire ?) (consulté le 4 septembre 2017) |       |          | Spectateurs : 26 079 Arbitrage : Courtney Campbell | Spectateurs : 26 079 Arbitrage : Courtney Campbell |

| 11 juillet 2009 | États-Unis                                                                                              | 2 – 2 | Haïti                 | Gillette Stadium, Foxborough                    |                                                 |
| 19:00 UTC-5     | Arnaud 6e · Holden 90+2e                                                                                |       | Sirin 46e · Chery 49e | Spectateurs : 24 137 Arbitrage : Walter Quesada | Spectateurs : 24 137 Arbitrage : Walter Quesada |
| 19:00 UTC-5     | « (Rapport) »(Archive.org • Wikiwix • Archive.is • Google • Que faire ?) (consulté le 4 septembre 2017) |       |                       | Spectateurs : 24 137 Arbitrage : Walter Quesada | Spectateurs : 24 137 Arbitrage : Walter Quesada |

| 11 juillet 2009 | Grenade                                                                                                 | 0 – 4 | Honduras                                                 | Gillette Stadium, Foxborough                             |                                                          |
| 21:00 UTC-5     | |       | Martínez 2e · Espinoza 25e · Valladares 56e · Costly 67e | Spectateurs : 24 137 Arbitrage : Marco Antonio Rodríguez | Spectateurs : 24 137 Arbitrage : Marco Antonio Rodríguez |
| 21:00 UTC-5     | « (Rapport) »(Archive.org • Wikiwix • Archive.is • Google • Que faire ?) (consulté le 4 septembre 2017) |       |                                                          | Spectateurs : 24 137 Arbitrage : Marco Antonio Rodríguez | Spectateurs : 24 137 Arbitrage : Marco Antonio Rodríguez |

#### Groupe C
|   | Équipe     | Pts | J | G | N | P | Bp | Bc | Dif |
| - | ---------- | --- | - | - | - | - | -- | -- | --- |
| 1 | Mexique    | 7   | 3 | 2 | 1 | 0 | 5  | 1  | +4  |
| 2 | Guadeloupe | 6   | 3 | 2 | 0 | 1 | 4  | 3  | +1  |
| 3 | Panama     | 4   | 3 | 1 | 1 | 1 | 6  | 3  | +3  |
| 4 | Nicaragua  | 0   | 3 | 0 | 0 | 3 | 0  | 8  | -8  |

| 5 juillet 2009 | Panama                                                                                                  | 1 – 2 | Guadeloupe                | Oakland-Alameda County Coliseum, Oakland     |                                              |
| 14:00 UTC-5    | Barahona 68e                                                                                            |       | Loval 33e · Fleurival 43e | Spectateurs : 32 700 Arbitrage : Neal Brizan | Spectateurs : 32 700 Arbitrage : Neal Brizan |
| 14:00 UTC-5    | « (Rapport) »(Archive.org • Wikiwix • Archive.is • Google • Que faire ?) (consulté le 4 septembre 2017) |       |                           | Spectateurs : 32 700 Arbitrage : Neal Brizan | Spectateurs : 32 700 Arbitrage : Neal Brizan |

| 5 juillet 2009 | Nicaragua                                                                                               | 0 – 2 | Mexique                          | Oakland-Alameda County Coliseum, Oakland   |                                            |
| 16:00 UTC-5    | |       | Noriega 45e (pen.) · Barrera 86e | Spectateurs : 32 700 Arbitrage : Paul Ward | Spectateurs : 32 700 Arbitrage : Paul Ward |
| 16:00 UTC-5    | « (Rapport) »(Archive.org • Wikiwix • Archive.is • Google • Que faire ?) (consulté le 4 septembre 2017) |       |                                  | Spectateurs : 32 700 Arbitrage : Paul Ward | Spectateurs : 32 700 Arbitrage : Paul Ward |

| 9 juillet 2009 | Guadeloupe                                                                                              | 2 – 0 | Nicaragua | Reliant Stadium, Houston                       |                                                |
| 19:00 UTC-5    | Auvray 57e · Gotin 59e                                                                                  |       |           | Spectateurs : 47 713 Arbitrage : Oscar Moncada | Spectateurs : 47 713 Arbitrage : Oscar Moncada |
| 19:00 UTC-5    | « (Rapport) »(Archive.org • Wikiwix • Archive.is • Google • Que faire ?) (consulté le 4 septembre 2017) |       |           | Spectateurs : 47 713 Arbitrage : Oscar Moncada | Spectateurs : 47 713 Arbitrage : Oscar Moncada |

| 9 juillet 2009 | Mexique                                                                                                 | 1 – 1 | Panama    | Reliant Stadium, Houston                      |                                               |
| 21:00 UTC-5    | Sabah 10e                                                                                               |       | Pérez 29e | Spectateurs : 47 713 Arbitrage : Joel Aguilar | Spectateurs : 47 713 Arbitrage : Joel Aguilar |
| 21:00 UTC-5    | « (Rapport) »(Archive.org • Wikiwix • Archive.is • Google • Que faire ?) (consulté le 4 septembre 2017) |       |           | Spectateurs : 47 713 Arbitrage : Joel Aguilar | Spectateurs : 47 713 Arbitrage : Joel Aguilar |

| 12 juillet 2009 | Panama                                                                                                  | 4 – 0 | Nicaragua | University of Phoenix Stadium, Glendale      |                                              |
| 14:00 UTC-5     | Pérez 35e · Gómez 56e · Tejada 76e 88e                                                                  |       |           | Spectateurs : 23 876 Arbitrage : José Pineda | Spectateurs : 23 876 Arbitrage : José Pineda |
| 14:00 UTC-5     | « (Rapport) »(Archive.org • Wikiwix • Archive.is • Google • Que faire ?) (consulté le 4 septembre 2017) |       |           | Spectateurs : 23 876 Arbitrage : José Pineda | Spectateurs : 23 876 Arbitrage : José Pineda |

| 12 juillet 2009 | Mexique                                                                                                 | 2 – 0 | Guadeloupe | University of Phoenix Stadium, Glendale      |                                              |
| 16:00 UTC-5     | Torrado 42e · Sabah 85e                                                                                 |       |            | Spectateurs : 23 876 Arbitrage : Neal Brizan | Spectateurs : 23 876 Arbitrage : Neal Brizan |
| 16:00 UTC-5     | « (Rapport) »(Archive.org • Wikiwix • Archive.is • Google • Que faire ?) (consulté le 4 septembre 2017) |       |            | Spectateurs : 23 876 Arbitrage : Neal Brizan | Spectateurs : 23 876 Arbitrage : Neal Brizan |

#### Meilleurs troisièmes
Les deux meilleurs troisièmes sont repêchés pour les quarts-de-finale.
| Grp | Equipe   | Pts | J | G | N | P | Bp | Bc | Diff |
| --- | -------- | --- | - | - | - | - | -- | -- | ---- |
| C   | Panama   | 4   | 3 | 1 | 1 | 1 | 6  | 3  | +3   |
| B   | Haïti    | 4   | 3 | 1 | 1 | 1 | 4  | 3  | +1   |
| A   | Jamaïque | 3   | 3 | 1 | 0 | 2 | 1  | 2  | -1   |

### Tableau final
|  | Quarts de finale              | Quarts de finale              |            |         | Demi-finales             | Demi-finales             |  |  | Finale                    | Finale                    |
|  | Quarts de finale              | Quarts de finale              |            |         | Demi-finales             | Demi-finales             |  |  | Finale                    | Finale                    |
|  |                               |                               |            |         |                          |                          |  |  |                           |                           |
|  | 18 juillet 2009, Philadelphie | 18 juillet 2009, Philadelphie |            |         | 23 juillet 2009, Chicago | 23 juillet 2009, Chicago |  |  | 26 juillet 2009, New York | 26 juillet 2009, New York |
|  | 18 juillet 2009, Philadelphie | 18 juillet 2009, Philadelphie |            |         | 23 juillet 2009, Chicago | 23 juillet 2009, Chicago |  |  | 26 juillet 2009, New York | 26 juillet 2009, New York |
|  | Canada                        | 0                             |            |         | 23 juillet 2009, Chicago | 23 juillet 2009, Chicago |  |  | 26 juillet 2009, New York | 26 juillet 2009, New York |
|  | Canada                        | 0                             |            |         | 23 juillet 2009, Chicago | 23 juillet 2009, Chicago |  |  | 26 juillet 2009, New York | 26 juillet 2009, New York |
|  | Honduras                      | 1                             |            |         | 23 juillet 2009, Chicago | 23 juillet 2009, Chicago |  |  | 26 juillet 2009, New York | 26 juillet 2009, New York |
|  | Honduras                      | 1                             | Honduras   | 0       |                          |                          |  |  | 26 juillet 2009, New York | 26 juillet 2009, New York |
|  | 18 juillet 2009, Philadelphie |                               | Honduras   | 0       |                          |                          |  |  | 26 juillet 2009, New York | 26 juillet 2009, New York |
|  |                               | États-Unis                    | 2          |         |                          |                          |  |  | 26 juillet 2009, New York | 26 juillet 2009, New York |
|  | États-Unis                    | États-Unis                    | 2          | 2 ap    |                          |                          |  |  | 26 juillet 2009, New York | 26 juillet 2009, New York |
|  | États-Unis                    |                               |            | 2 ap    |                          |                          |  |  | 26 juillet 2009, New York | 26 juillet 2009, New York |
|  | Panama                        | 1                             |            |         |                          |                          |  |  | 26 juillet 2009, New York | 26 juillet 2009, New York |
|  | Panama                        | 1                             | États-Unis | 0       |                          |                          |  |  |                           |                           |
|  | 19 juillet 2009, Dallas       |                               | États-Unis | 0       |                          |                          |  |  |                           |                           |
|  |                               | Mexique                       | 5          |         |                          |                          |  |  |                           |                           |
|  | Guadeloupe                    | Mexique                       | 5          | 1       |                          |                          |  |  |                           |                           |
|  | Guadeloupe                    | 23 juillet 2009, Chicago      |            | 1       |                          |                          |  |  |                           |                           |
|  | Costa Rica                    | 5                             |            |         |                          |                          |  |  |                           |                           |
|  | Costa Rica                    | 5                             | Costa Rica | 1ap (3) |                          |                          |  |  |                           |                           |
|  | 19 juillet 2009, Dallas       |                               | Costa Rica | 1ap (3) |                          |                          |  |  |                           |                           |
|  |                               | Mexique                       | 1 tab(5)   |         |                          |                          |  |  |                           |                           |
|  | Mexique                       | Mexique                       | 1 tab(5)   | 4       |                          |                          |  |  |                           |                           |
|  | Mexique                       |                               |            | 4       |                          |                          |  |  |                           |                           |
|  | Haïti                         | 0                             |            |         |                          |                          |  |  |                           |                           |
|  | Haïti                         | 0                             |            |         |                          |                          |  |  |                           |                           |

#### Quarts de finale
| 18 juillet 2009 | Canada                                                                                                  | 0 – 1 | Honduras        | Lincoln Financial Field, Philadelphie         |                                               |
| 17:00 UTC-5     | |       | Martínez pen 36 | Spectateurs : 31 087 Arbitrage : Joel Aguilar | Spectateurs : 31 087 Arbitrage : Joel Aguilar |
| 17:00 UTC-5     | « (Rapport) »(Archive.org • Wikiwix • Archive.is • Google • Que faire ?) (consulté le 4 septembre 2017) |       |                 | Spectateurs : 31 087 Arbitrage : Joel Aguilar | Spectateurs : 31 087 Arbitrage : Joel Aguilar |

| 18 juillet 2009 | États-Unis                                                                                              | 2 – 1 a. p. | Panama    | Lincoln Financial Field, Philadelphie             |                                                   |
| 20:00 UTC-5     | Beckerman 49e · Cooper 106e (pen.)                                                                      |             | Pérez 45e | Spectateurs : 31 087 Arbitrage : Benito Archundia | Spectateurs : 31 087 Arbitrage : Benito Archundia |
| 20:00 UTC-5     | « (Rapport) »(Archive.org • Wikiwix • Archive.is • Google • Que faire ?) (consulté le 4 septembre 2017) |             |           | Spectateurs : 31 087 Arbitrage : Benito Archundia | Spectateurs : 31 087 Arbitrage : Benito Archundia |

| 19 juillet 2009 | Guadeloupe                                                                                              | 1 – 5 | Costa Rica                                             | Cowboys Stadium, Dallas                      |                                              |
| 16:00 UTC-5     | Alphonse 64e                                                                                            |       | Borges 3e · Saborío 16e 71e · Herron 47e · Herrera 89e | Spectateurs : 82 252 Arbitrage : José Pineda | Spectateurs : 82 252 Arbitrage : José Pineda |
| 16:00 UTC-5     | « (Rapport) »(Archive.org • Wikiwix • Archive.is • Google • Que faire ?) (consulté le 4 septembre 2017) |       |                                                        | Spectateurs : 82 252 Arbitrage : José Pineda | Spectateurs : 82 252 Arbitrage : José Pineda |

| 19 juillet 2009 | Mexique                                                                                                 | 4 – 0 | Haïti | Cowboys Stadium, Dallas                            |                                                    |
| 19:00 UTC-5     | Sabah 23e 63e · Dos Santos 42e · Barrera 83e                                                            |       |       | Spectateurs : 82 252 Arbitrage : Courtney Campbell | Spectateurs : 82 252 Arbitrage : Courtney Campbell |
| 19:00 UTC-5     | « (Rapport) »(Archive.org • Wikiwix • Archive.is • Google • Que faire ?) (consulté le 4 septembre 2017) |       |       | Spectateurs : 82 252 Arbitrage : Courtney Campbell | Spectateurs : 82 252 Arbitrage : Courtney Campbell |

#### Demi-finales
| 23 juillet 2009 | Honduras                                                                                                | 0 – 2 | États-Unis               | Soldier Field, Chicago                             |                                                    |
| 18:00 UTC-5     | |       | Goodson 45e · Cooper 90e | Spectateurs : 55 173 Arbitrage : Courtney Campbell | Spectateurs : 55 173 Arbitrage : Courtney Campbell |
| 18:00 UTC-5     | « (Rapport) »(Archive.org • Wikiwix • Archive.is • Google • Que faire ?) (consulté le 4 septembre 2017) |       |                          | Spectateurs : 55 173 Arbitrage : Courtney Campbell | Spectateurs : 55 173 Arbitrage : Courtney Campbell |

| 23 juillet 2009 | Costa Rica                                                                                              | 1 – 1 a. p.       | Mexique                                       | Soldier Field, Chicago                                  |                                                         |
| 21:00 UTC-5     | Ledezma 90e                                                                                             |                   | Franco 88e                                    | Spectateurs : 55 173 Arbitrage : Roberto Moreno Salazar | Spectateurs : 55 173 Arbitrage : Roberto Moreno Salazar |
| 21:00 UTC-5     | « (Rapport) »(Archive.org • Wikiwix • Archive.is • Google • Que faire ?) (consulté le 4 septembre 2017) |                   |                                               | Spectateurs : 55 173 Arbitrage : Roberto Moreno Salazar | Spectateurs : 55 173 Arbitrage : Roberto Moreno Salazar |
| 21:00 UTC-5     | Saborío · Borges · Ledezma · Oviedo                                                                     | Tirs au but 3 – 5 | Franco · Dos Santos · Torrado · Juárez · Vela | Spectateurs : 55 173 Arbitrage : Roberto Moreno Salazar | Spectateurs : 55 173 Arbitrage : Roberto Moreno Salazar |

#### Finale
| 26 juillet 2009                         | États-Unis                                                                                              | 0 – 5 | Mexique                                                                  | Giants Stadium, New York                           |                                                    |
| 15:00 UTC-4 · Historique des rencontres | |       | Torrado 56e (pen.) · Dos Santos 62e · Vela 67e · Castro 79e · Franco 90e | Spectateurs : 71 196 Arbitrage : Courtney Campbell | Spectateurs : 71 196 Arbitrage : Courtney Campbell |
| 15:00 UTC-4 · Historique des rencontres | « (Rapport) »(Archive.org • Wikiwix • Archive.is • Google • Que faire ?) (consulté le 4 septembre 2017) |       |                                                                          | Spectateurs : 71 196 Arbitrage : Courtney Campbell | Spectateurs : 71 196 Arbitrage : Courtney Campbell |

| Vainqueur de la Gold Cup 2009 Mexique 5e titre |

## Classement des buteurs
4 buts
- Miguel Sabah

3 buts
- Blas Pérez

2 buts
| - Ali Gerba - Celso Borges - Andy Herron - Alvaro Saborío - Osael Romero | - Carlo Costly - Walter Martínez - Gerardo Torrado - Giovani dos Santos - Pablo Barrera | - Guillermo Franco - Luis Tejada - Kenny Cooper - Stuart Holden |

1 but
| - Patrice Bernier - Marcel de Jong - Walter Centeno - Warren Granados - Pablo Herrera - Froylán Ledezma - Alexandre Alphonse - Stéphane Auvray - David Fleurival - Ludovic Gotin - Loïc Loval | - Mones Chery - James Marcelin - Fabrice Noel - Vaniel Sirin - Roger Espinoza - Melvin Valladares - Omar Cummings - José Antonio Castro - Luis Miguel Noriega - Carlos Vela | - Nelson Barahona - Gabriel Enrique Gomez - Freddy Adu - Davy Arnaud - Kyle Beckerman - Brian Ching - Charlie Davies - Clarence Goodson - Santino Quaranta - Robbie Rogers |